# پاسپورت (مجموعه تلویزیونی)
قله پاگان یا ستیغ کفر سریال تلویزیونی آلمانی - اتریشی است که توسط سیرول باس و فیلیپ استنرت ساخته شده و هنرمندانی چون یولیا ینچ و نیکلاس افچارک در آن به ایفای نقش پرداخته‌اند. بعد از بابیلون برلین و کشتی، این سومین تولید داخلی اسکای دویچلند است. پیش نمایش این سریال ۲۱ سپتامبر ۲۰۱۸ در جشنواره تلویزیونی ترایبکا برگزار شد. پیش نمایش آن در اتریش ۱۵ ژانویه سال ۲۰۱۹ در سینمای اورانیا شهر وین و نمایش اصلی آن ۱۶ ژانویه ۲۰۱۹ در گلوریا-پالاست شهر مونیخ انجام شد. این مجموعه از فیلم نامه سریال دانمارکی و سوئدی پل الهام گرفته شده‌است، این طرح به منطقه مرزی آلمان و اتریش منتقل شد. اما پاسپورت علاوه بر تلاش پلیس، اعمال و رفتار قاتل را نیز نشان می‌دهد. به همین دلیل الکساندر هورن، تحلیلگر جنایی، به تیم نویسندگان اضافه شده‌است. پخش اولین قسمت در ۲۵ ژانویه ۲۰۱۹ توسط شبکه اسکای دویچلند انجام شد. همچنین شبکه زد د اف در ۱ دسامبر ۲۰۱۹ این سریال را پخش کرد.
در تاریخ ۲۰ فوریه ۲۰۱۹ اعلام شد که اسکای دویچلند قسمت‌های جدیدی را برای فصل دوم در دست ساخت دارد، که قرار است در زمستان ۲۰۱۹/۲۰ فیلم‌برداری شوند.

## داستان
جسد فردی که به‌طور بی رحمانه‌ای کشته شده در یک کوه در مرز آلمان و اتریش پیدامی‌شود. مقامات پلیس آلمان، کمیسر جوان الی استوکر را از برشتس گادن برای حل این پرونده می‌فرستند که اولین چالش بزرگ در حرفه پلیسی اوست. اما همتای اتریشی او، بازرس بدبین جیدن وینتر، در ابتدا علاقه چندانی به همکاری با او نشان نمی‌دهد.
در ادامه هنگامی که بدن‌های دیگری که به همان ترتیب کشته شده‌اند، مشاهده می‌شوند، مشخص می‌شود که آن‌ها با یک قاتل سریالی طرف هستند…